# Machaonia acuminata
Machaonia acuminata är en måreväxtart som beskrevs av Alexander von Humboldt och Aimé Bonpland. Machaonia acuminata ingår i släktet Machaonia och familjen måreväxter. Inga underarter finns listade i Catalogue of Life.